# Wasyl Korsak
Wasyl Korsak – ciwun i klucznik połocki w 1552 roku, horodniczy połocki.